# تاپی ایواسه
تاپی ایواسه (انگلیسی: Tappi Iwase؛ زادهٔ ۷ مارس ۱۹۶۷) آهنگساز، موسیقی‌دان، طبل‌زن، و استاد دانشگاه اهل ژاپن است.